# パンデュールII
パンデュールII（ドイツ語: Pandur II）とは、オーストリアのシュタイアー・ダイムラー・プフ（Steyr Daimler Puch）が、パンデュールIの後継として設計開発したモジュラー構造式の多目的装甲車（装輪装甲車）である。

## 概要
パンデュールIIの最大の改良点は、6輪式から8輪式に変更したことにより車内容積を増大させたことであるが、従来型と同じ6輪式モデルも存在する。車体の防御力は7.62mm徹甲弾から14.5mm徹甲弾の直撃にも耐えられるが、注文に応じて増加装甲を取り付けることも可能である。
運転席は車体前部左側に付いており、運転手は3基のペリスコープによって前面視界を確保するが、うち一つを暗視装置に付け替えることもできる。歩兵戦闘車としての運用を前提に砲塔を搭載しても6名の兵員を乗車させることができるが、砲塔を外して装甲兵員輸送車とした場合は12名の兵員を乗車させることが可能である。
パンデュールIIはC-130ハーキュリーズ輸送機に搭載しての空輸が可能なように設計されている。
武装については、オーストリアとスペインが共同開発したASCOD装軌式多目的装甲車両用のものを始めとして、各種の砲塔やRWS、ピントルマウントを装着することが可能である。

## 派生型

### ポルトガル

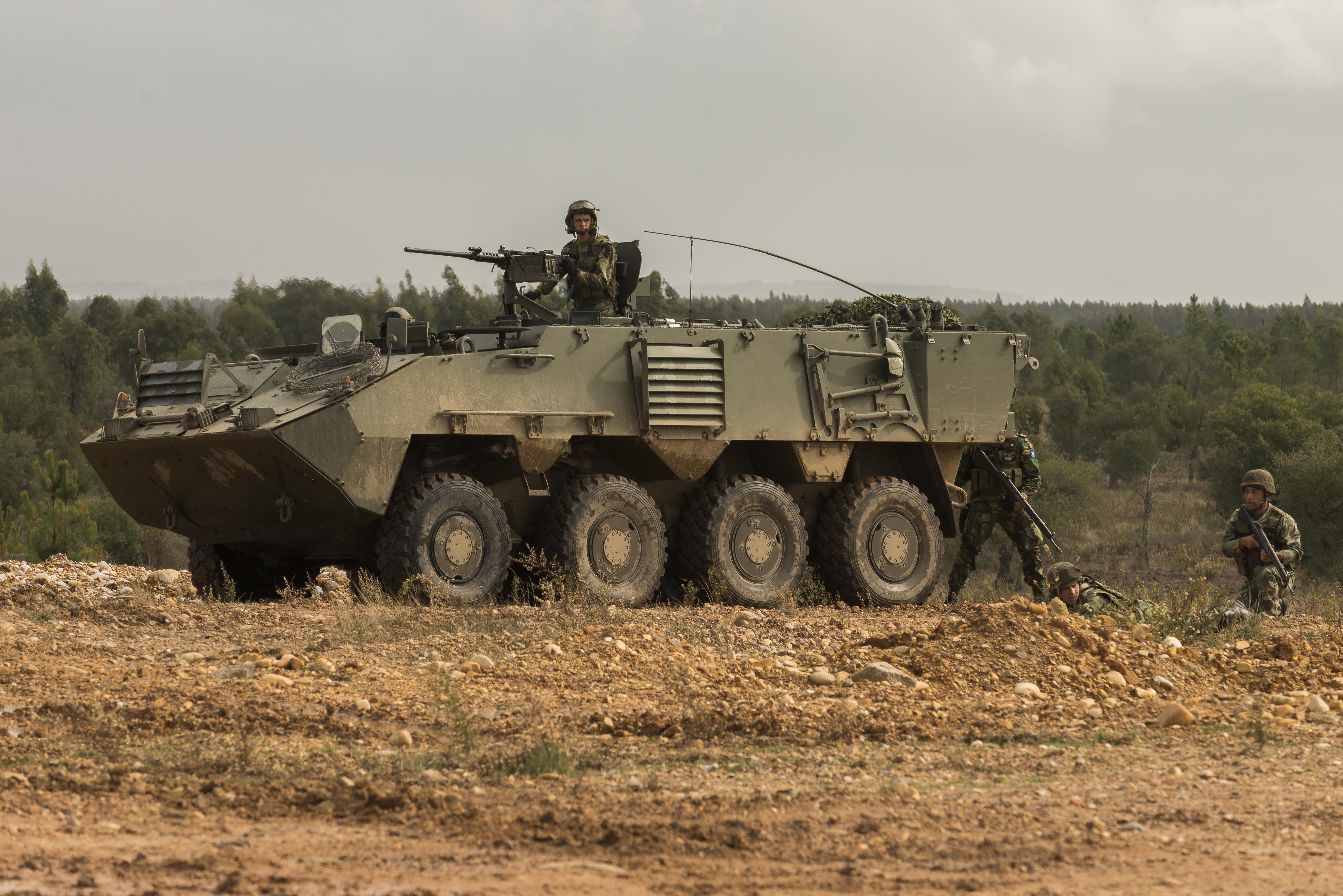
ポルトガル陸軍のパンデュールII兵員輸送車型。

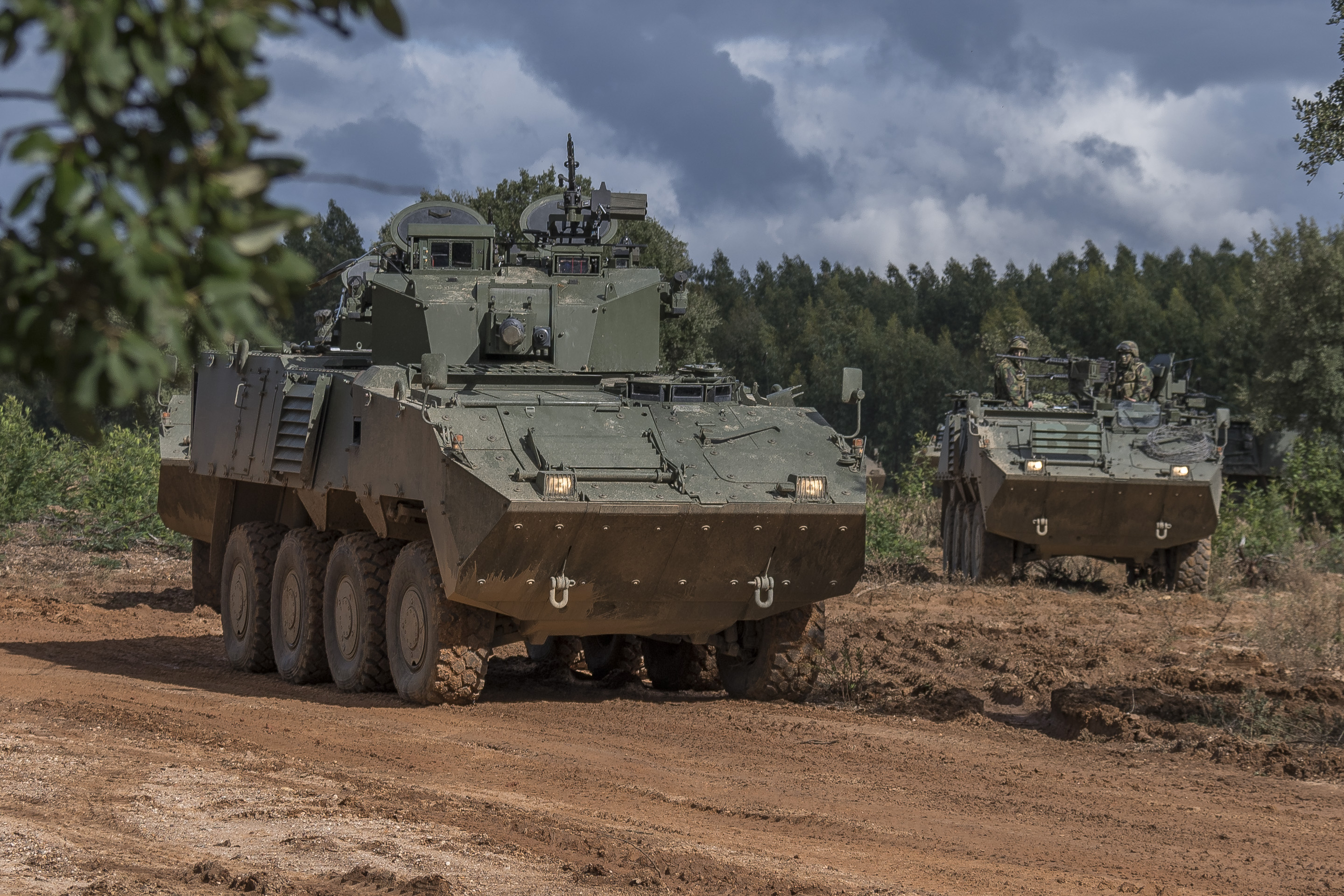
パンデュールII歩兵戦闘車型(左)

- 装甲兵員輸送車（陸軍：140輌、海兵隊：10輌）

12.7mm重機関銃を装備し、兵員11名が搭乗可能。
- 装甲兵員輸送車（陸軍：10輌）

12.7mm重機関銃を装備し、兵員9名が搭乗可能。6輪型か?
- 装甲救急車（陸軍：12輌、海兵隊：2輌）

- 歩兵戦闘車（陸軍：32輌、海兵隊：2輌）

Steyr SP 30砲塔に30mm機関砲を装備、兵員5~7名が搭乗可能。
- 機動砲車両（陸軍：30輌）

105mm砲を砲塔に搭載
- 対戦車車両（陸軍：20輌）

- 自走迫撃砲（陸軍：31輌、海兵隊：2輌）

120mm迫撃砲を装備。射程6マイル、連射速度10発/分、乗員5~6名。
- 指揮車（陸軍：24輌、海兵隊：3輌）

- 装甲回収整備車（陸軍：9輌、海兵隊：1輌）

- NBC偵察車（陸軍：2輌）

- 戦闘工兵車（陸軍：9輌）

- 通信車（陸軍：9輌）

- 監視車（陸軍：4輌）

### チェコ
パンデュールII CZ

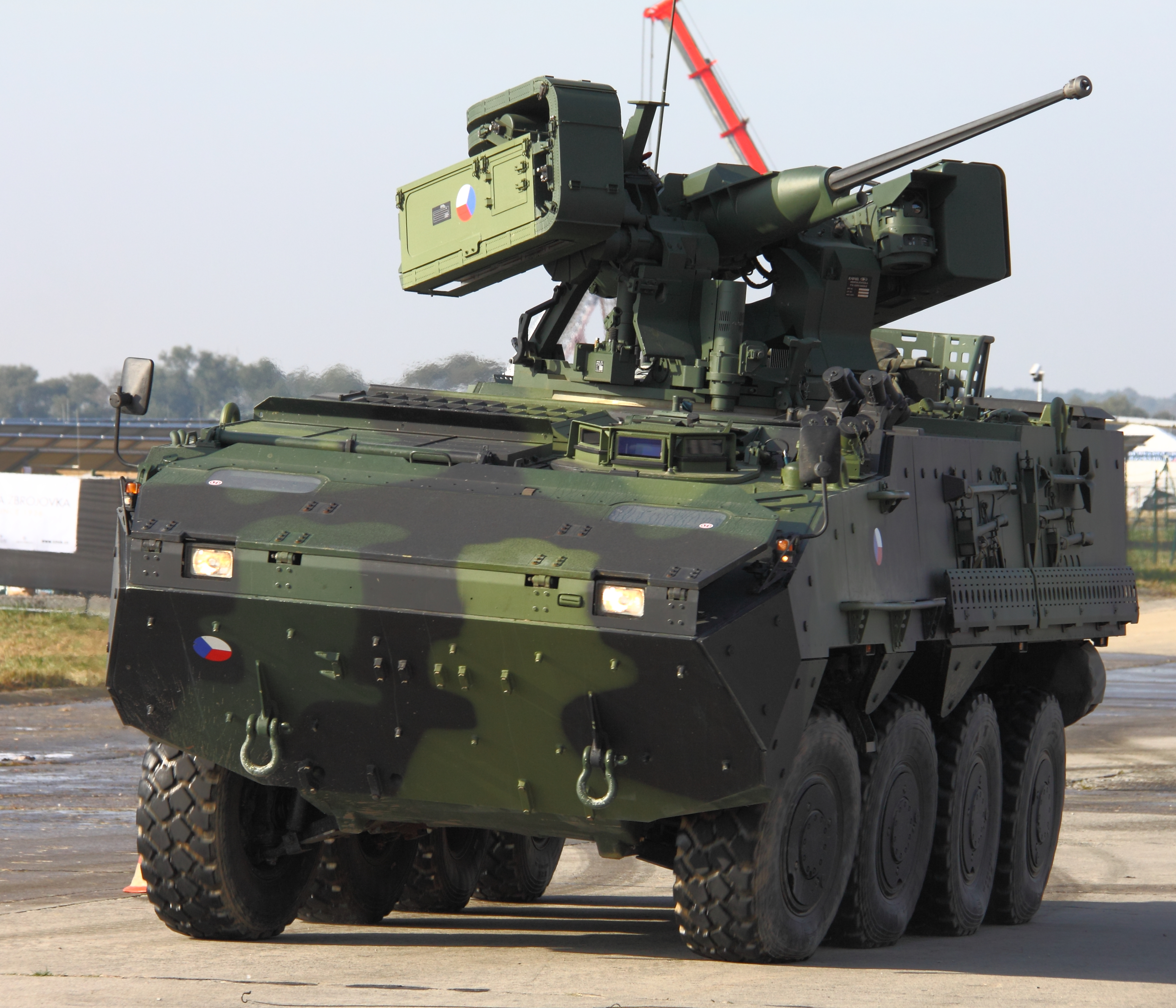
チェコ陸軍のパンデュールII。砲塔部分のRCWS-30 RWSに注目

チェコ陸軍仕様。車体の左右と後部にカメラを搭載し、車長の援助なしで細かい機動が行えるようになった他、車体にラファエル社製の増加装甲（ポルトガル軍の車体にはシュタイアー製の増加装甲）を張り付けて14.5mm弾の直撃にも耐えられるようし、車底を逆V字型にするなど、細かい改良がおこなわれている。
武装は30mm ATK Mk 44 ブッシュマスター II チェーンガン1門（弾薬：榴弾140発と徹甲弾60発）と同軸の7.62mm機関銃1挺（弾丸460発）、2発のスパイク LR対戦車ミサイルであり、それらは全てラファエル社製のRCWS-30 RWSに搭載している。この他にも、車体後部上面に2基の3連装76mm煙幕弾発射器を搭載している。
必要に応じて、RWSをRCWS-30の派生形であるミニ・サムソン RCWSに変更したり、RWSを外して120mm迫撃砲を搭載することも可能。チェコ陸軍はRCWS-30とミニ・サムソンを93基ずつ（14基のRCWS-30はスパイクLRランチャーを搭載せず）購入する予定。
2019年10月、予備部品の供給が遅延し、チェコ陸軍の107輌のパンデュールのうち21輌が運用不能状態にあることが報じられた。
派生型
- KBVP (kolové bojové vozidlo pěchoty)

基本型の歩兵戦闘車仕様。72輌を発注。
- KBV-Pz (průzkumné kolové bojové vozidlo)

戦場監視レーダーを搭載した偵察仕様。16輌を発注。
- KOT-VOV (kolový obrněný transportér - velitelské obrněné vozidlo)

指揮通信車。11輌を発注。
- KOT-Zdr (kolový obrněný transportér zdravotnický)

戦場救急車。4輌を発注。
- KOT-Ž  (kolový obrněný transportér ženijní)

戦闘工兵車。4輌を発注。

## 採用国

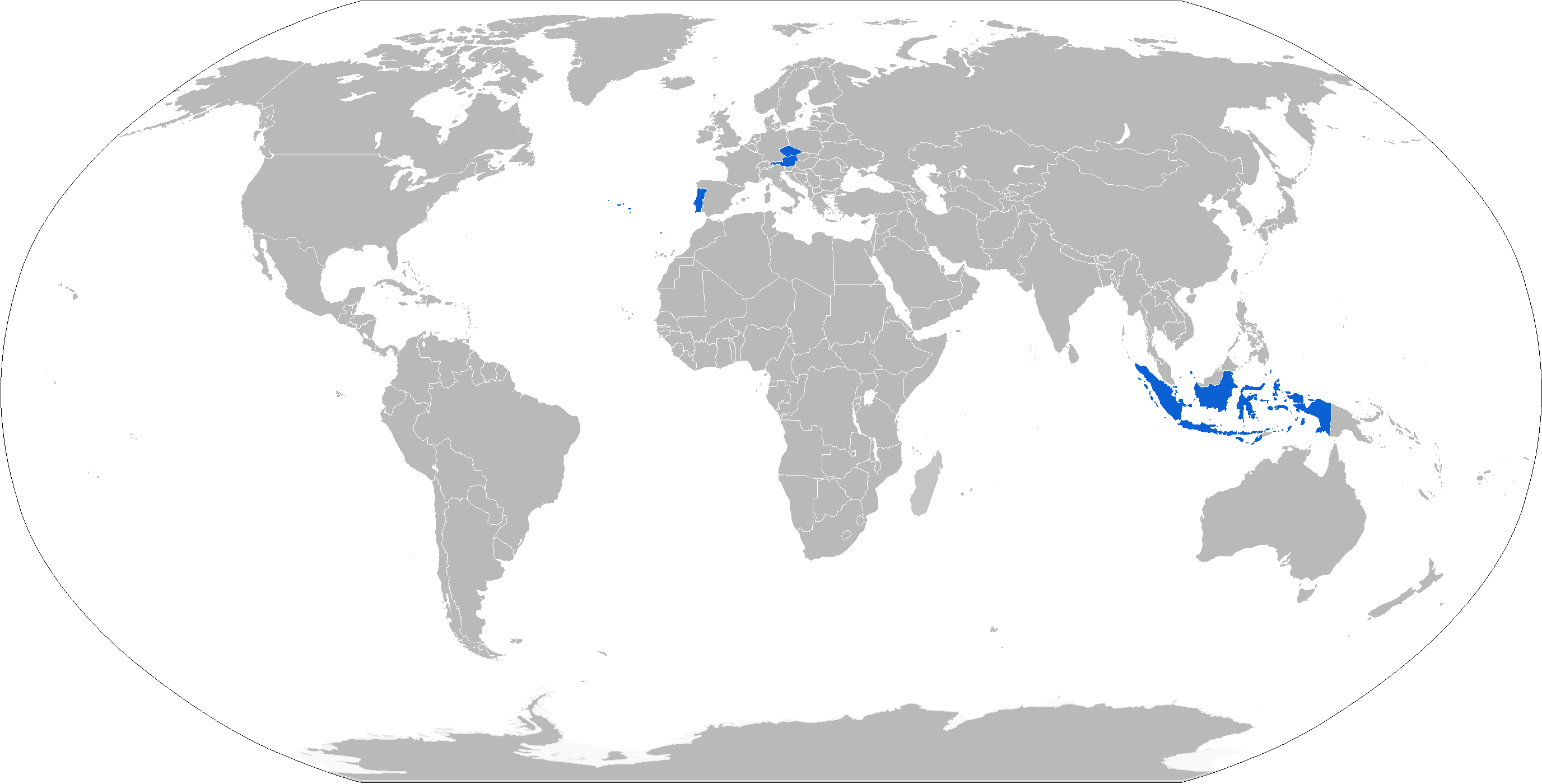
採用国

- オーストリア

128輌の導入を計画
- チェコ

OT-64 SKOTの後継として107輌の導入を計画
- ガボン

試験用に1輌のみを受領
- ポルトガル

陸軍233輌、海兵隊20輌の合計253輌を受領
- リトアニア

陸軍の新型装甲兵員輸送車/歩兵戦闘車の後継候補の一つ（競合出品は、パトリアAMVとピラーニャIII）として、選定トライアルの最中。
- フィリピン

陸軍が、イスラエルのエルビット・システムズ開発、105mm戦車砲搭載の火力支援車型「サブラ（Sabrah）」10両を採用。
パンデュールIを制式採用したスロベニアに対しても、部分的改良と構成部品の55%を現地生産させる条件での売り込みが図られていたが、スロベニア陸軍はフィンランド製のパトリアAMVを制式採用した。